# هارون هاربر
هارون هاربر (بالإنجليزية: Aaron Harper)‏ هو سياسي أسترالي، ولد في 20 مايو 1967 في أوكلاند في نيوزيلندا. حزبياً، نشط في Queensland Labor Party ‏. في 2015 Queensland state election ‏، انتخب عضو المجلس التشريعي ولاية كوينزلاند عن دائرة Electoral district of Thuringowa ‏ (31 يناير 2015 – ).